# Palais du Roi de Rome
Palais du Roi de Rome (česky Palác římského krále) je název nerealizovaného paláce v Paříži, který v roce 1811 plánoval postavit Napoleon Bonaparte pro svého syna Napoleona II. na vrcholku pahorku Chaillot.

## Historie
V únoru 1811, krátce před narozením Napoleona II., rozhodl jeho otec Napoleon Bonaparte o vybudování rezidence pro svého syna, kterému udělil titul římského krále. Realizací byli pověřeni architekti Charles Percier a Pierre Fontaine. Palác měl stát na vrcholku kopce Chaillot v ose od École militaire, Champ-de-Mars a pont d'Iéna. Vyhláškou ze dne 16. února 1811 Napoleon I. zřídil zvláštní fond pro stavbu paláce.
Hlavní část paláce měla mít obdélníkový půdorys, v jehož středu se nacházel velký sál. Dvě nádvoří zdobené fontánami pouštěly světlo na velké schodiště, kapli a divadlo uvnitř paláce. Fasáda měla měřit 400 m a přístup k ní byl od Seiny po třech řadách terasy s oválnou kolonádou. Reprezentační místnosti byly plánovány uprostřed stavby, na severní straně obytné prostory pro císaře, na jižní straně pro císařovnu. Křídlo připojené k severní straně by sloužilo pro prince. Plán počítal s ubytováním množství dalších osob včetně ustájení 400 koní a 80 kočárů.
Jako zámecký park měl sloužit Boulogneský lesík, který měl být rozšířen od Longchamp a připojen k paláci. Palácové zahrady měly zahrnovat oblast bývalých zámků Madrid, Bagatelle a La Muette.
Součástí plánu byly i další stavby naproti paláci přes řeku na Champ de Mars. Na východě u Seiny měl stát státní archiv, Palác umění, císařská univerzita, sídlo rektora a ubytování pro zasloužilé profesory, na západě u Seiny byla plánována jezdecká kasárna, na západě u École militaire měla stát vojenská nemocnice a na východě u École militaire velká kasárna pěchoty.
Po ústupu z Ruska musel císař projekt zmenšit a po jeho pádu byly plány na stavbu paláce zcela odsunuty. Kopec Chaillot i Boulogneský lesík tak dostaly posléze jiný charakter.